# Flechten (Technik)

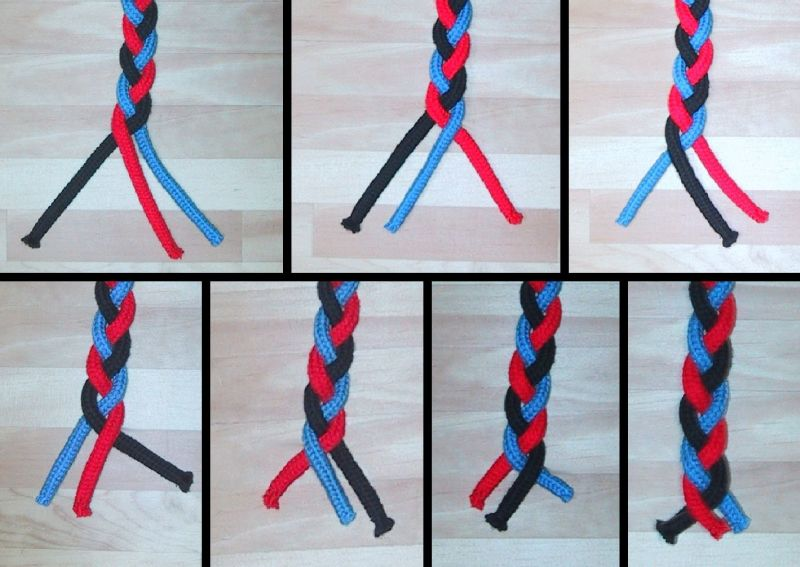
Geflochtenes Band

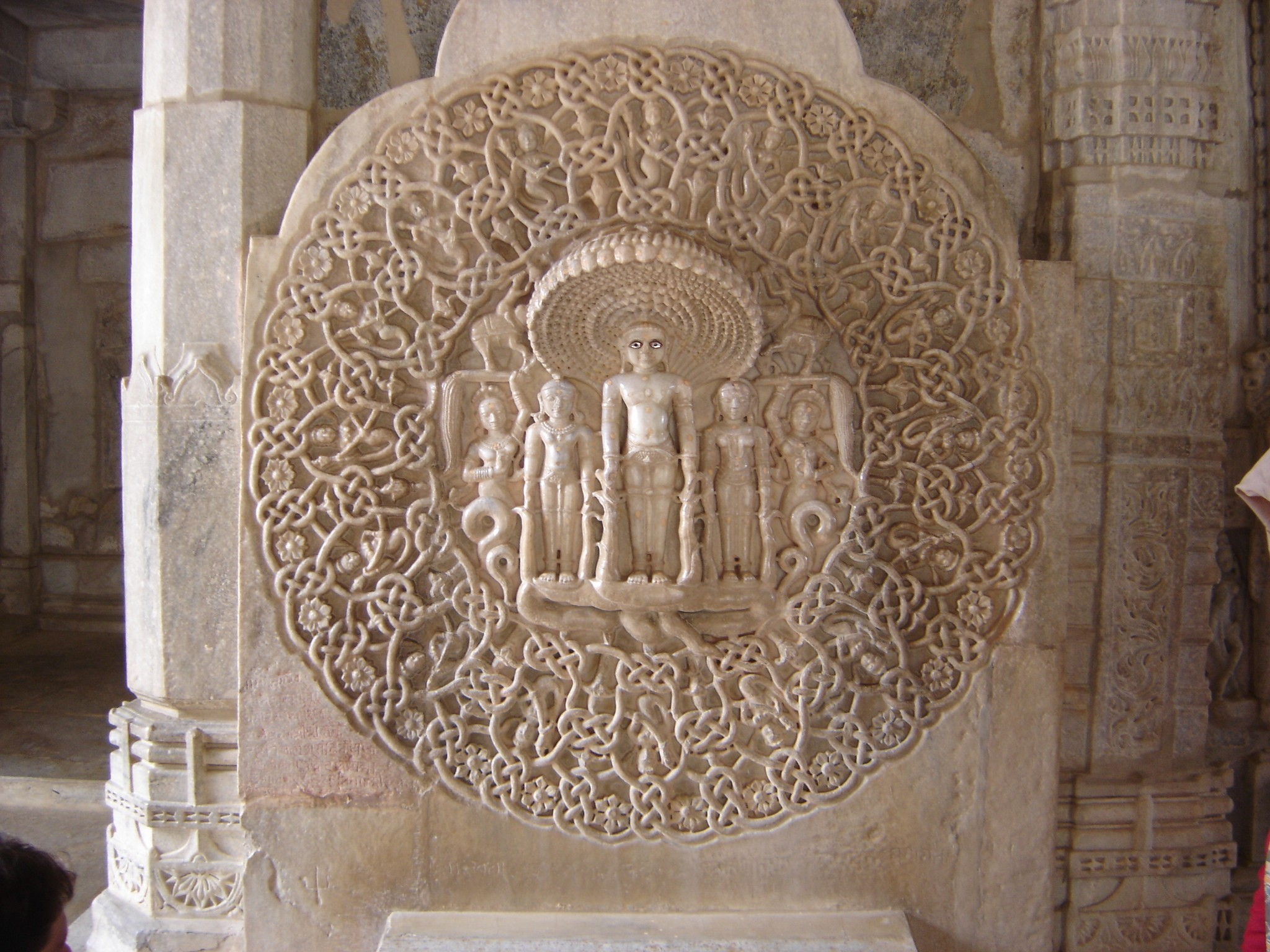
Jaina-Tirthankara Parshvanata umgeben von steinernem Flechtwerk

Flechten (von lateinisch plectere, u. a. über althochdeutsch flehtan) ist das Verbinden dünner und biegsamer Materialien (Flechtelemente) von Hand oder maschinell durch regelmäßiges Verkreuzen oder Verschlingen zu einem Geflecht (Flechtwerk). Mit dem Begriff Flechtwerk oder Geflecht bezeichnet man einerseits Geflochtenes allgemein, andererseits eine Matte oder einen Zaun, aber auch das Füllen eines Fachwerks mit geflochtenen Zweigen zur Herstellung einer Flechtwerkwand.
In Deutschland ist das Flechthandwerk als Immaterielles Kulturerbe anerkannt. Die Deutsche UNESCO-Kommission hat das Flechthandwerk im Dezember 2016 in das Bundesweite Verzeichnis des immateriellen Kulturerbes aufgenommen.

## Einsatzbereiche

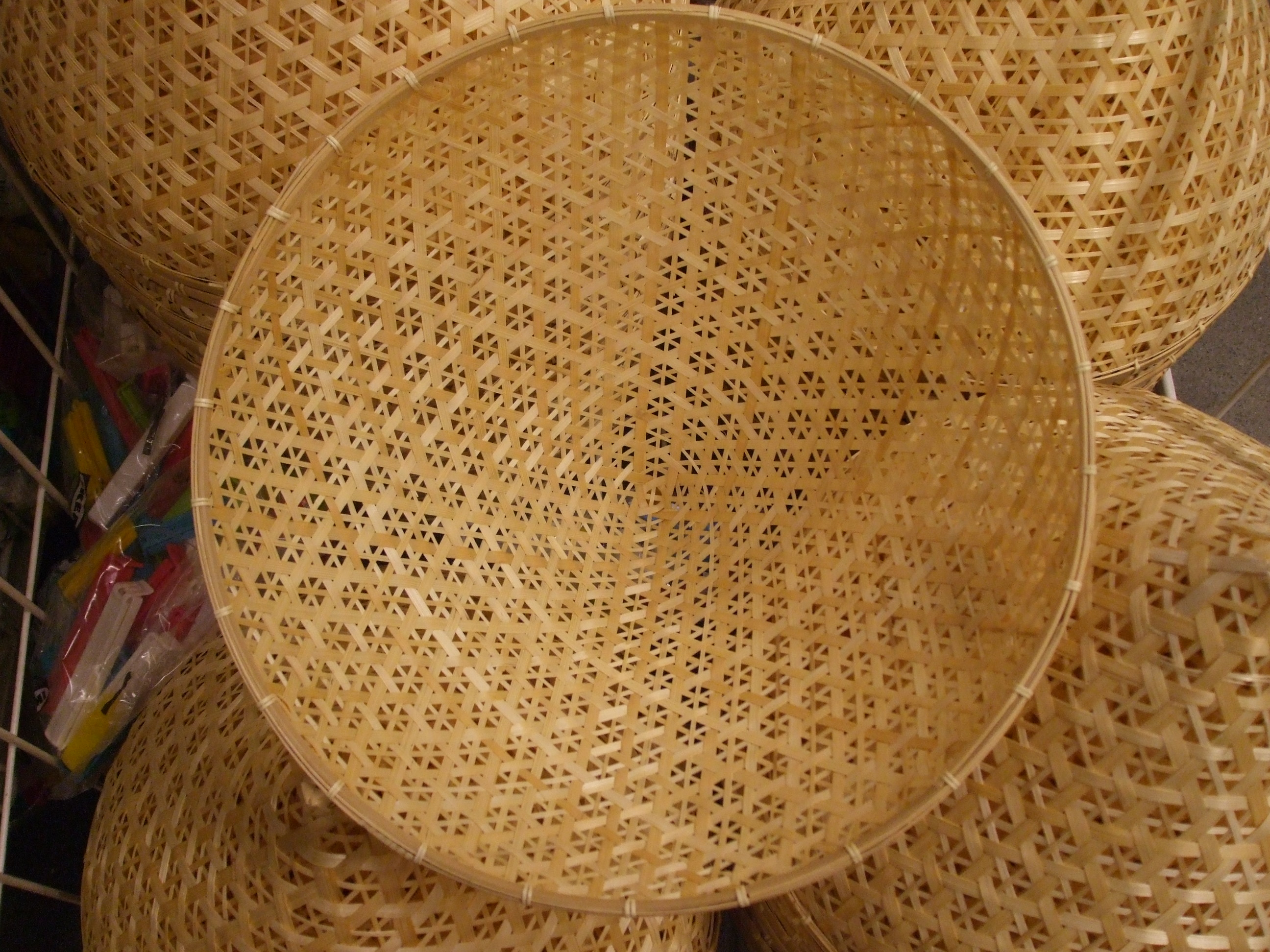
Geflochtenes Sechseckmuster bei einem Reisstrohhut

Zum Flechten eignen sich viele Materialien, daher findet diese Methode in sehr unterschiedlichen Bereichen Verwendung. Flechten kann sowohl per Hand als auch maschinell erfolgen. Zur Erklärung sind einige Beispiele hier genannt:
- das Flechten von drei Haarsträhnen oder -strähnchen zu einem Zopf
- das Flechten von Lederstreifen oder -schnüren zu Riemen etwa für Gürtel
- Video: Korbflechten mit ungeschälten, also „grauen“ Weiden, 1974das Korbflechten und das Flechten von Matten, also das Herstellen von Flechtwerk durch Ineinanderschlingen von biegsamem Material vor allem von Bast, Rattan und Binsen sowie Reisigzweige, die in Mitteleuropa insbesondere von Korbweide und anderen Flechtweiden stammten. Diese Unterbedeutung umfasst auch das rechteckige Verflechten, etwa wenn Binsenmatten oder Weidenzäune hergestellt wurden.
- in der Schmiedekunst das Verflechten gleicher oder Verschmieden gleicher Stahlstränge im glühenden Zustand
- das Ineinanderschlingen von Teigsträngen etwa beim Hefezopf oder der Brezel
- maschinelles Flechten von mehreren Fäden zu Schnüren oder Litzen, wobei man üblicherweise
  - bei einer geradzahligen Anzahl von Fäden von einem Rundgeflecht oder einer Schnur
  - bei ungeradzahligen von einem Flachgeflecht oder einer Litze spricht. (siehe Flechtmaschine) Aus isolierten Kupferlitzen werden vier- und mehrpolige Kabel, aus nichtisolierten besonders flexible Litzenkabel, flache Entlötlitze und aus Stahldraht sich auf Zug verengende Ziehstrümpfe gefertigt.
- technische Produkte, wie z. B. Kletterseile; die Seile von Seilbrücken wurden seit mehr als 1000 Jahren in China oder Südamerika aus Leder oder Pflanzenfasern geflochten – wie die letzte noch bestehende Hängebrücke der Inkas aus Gras (Ichu-Gras), die Q’iswachaka.
- Herstellung von sog. 3D-Geflechten mit variabler Querschnittskontur wie bei Plattings und Scoubidous, u. a. bei Faserverbundbauteilen oder Medizinanwendungen, wie Stents[6]
- Sanierung von defekten Rohren.[7]
- Flechtwerkwände, die in Europa meist mit Lehmbewurf versehen wurden.
- Leichtbau: In Kombination mit Harzen sind Geflechte als Faserverbundwerkstoffe als Leitungssysteme in Flugzeugen einsetzbar.[8]

Arbeitsweise der kleinsten Flechtmaschine mit zwei Flügelrädern und drei Klöppeln

Typisch für Bugholzstühle von Thonet ist die geflochtene Sitzfläche aus Wiener Geflecht, auch Achteck- oder Wabengeflecht genannt. Dünne etwa 2,5 mm breite Rattanstreifen laufen gespannt in vier Richtungen (alle 45°) und sind in den senkrechten Bohrungen des Rahmens verknotet.
Die Geschichte der Teppichherstellung kennt den gezopften Teppich.
Als Volkstanz gibt es den so genannten „Bandltanz“, bei dem die Tänzer jeweils ein Band halten und gegenläufig um einen Baum oder eine Stange tanzen und so die oben befestigten Bänder um diesen Baum flechten.

## Geschichte

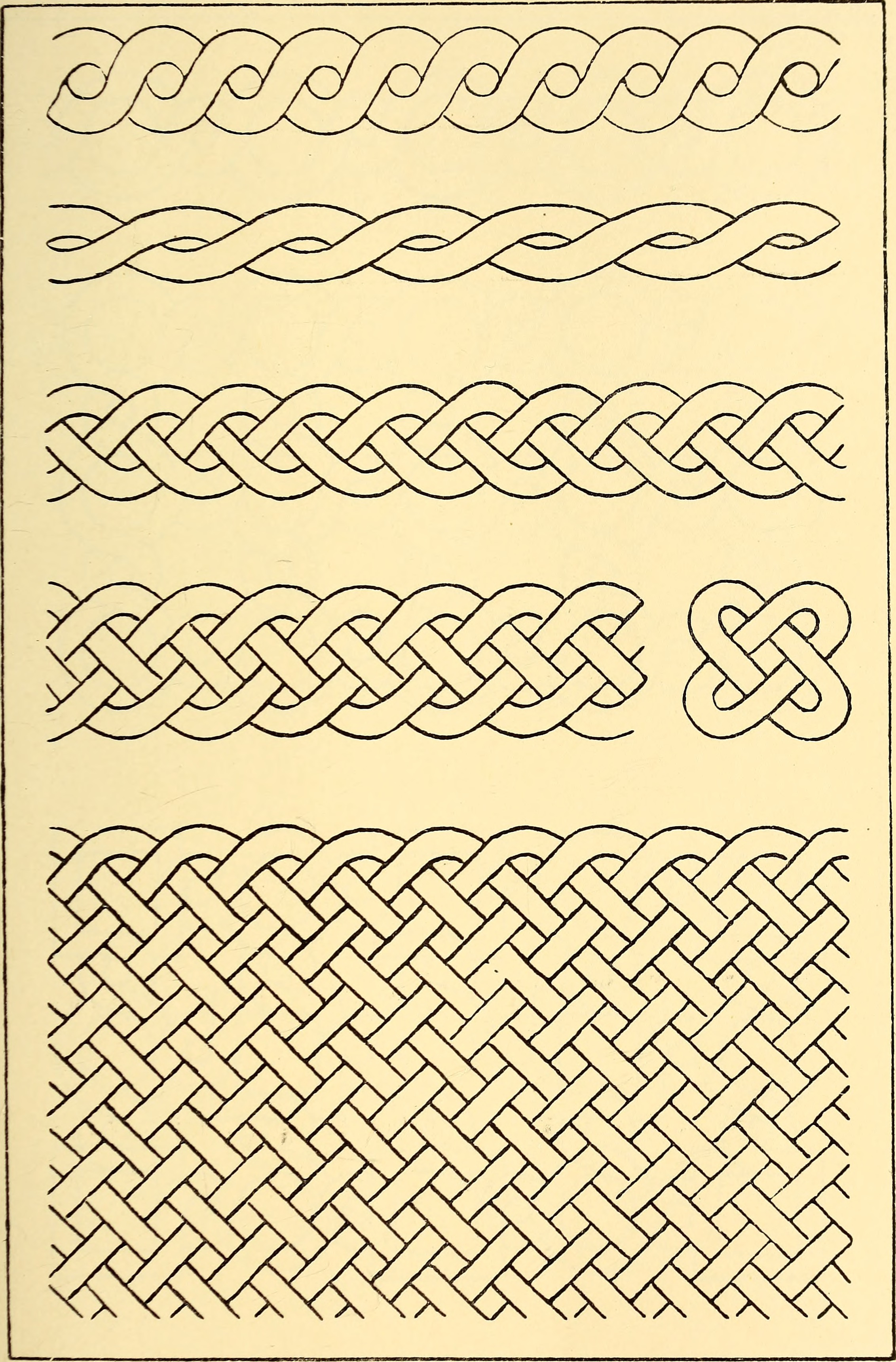
Ornamentale Flechtbänder

Flechten gilt als eine der ältesten Textiltechniken der Menschheit; wahrscheinlich ist es älter als Weben, da es ohne Werkzeuge, nur mit den Händen ausgeführt werden konnte und von großem funktionalem Wert war.
Handgemachte Geflechte, darunter Schnüre und Körbe, aus Grabstätten im heutigen Peru werden auf 8600 bis 5780 v. Chr. datiert. Traditionelle chinesische und japanische Flechtbänder aus Seide, Kumihimo genannt, lassen sich bis in das 8. Jahrtausend v. Chr. zurückverfolgen. Auch die Jäger und Sammler der europäischen Mittelsteinzeit stellten schon zwirngeflochtene Reusen, Matte und Spitzhüte her. Dazu wurden paarige Streifen von Eichen-, Linden- und Ulmenbast miteinander verzwirnt. Körbe und Siebe wurden in der Technik des Spiralwulstflechtens mit Binsenhalmen, Gras und Rinden hergestellt. Umhang und Schuhwerk des Mannes vom Tisenjoch, „Ötzi“, weisen ebenfalls gezwirnte Geflechte auf.
Auch das Zopfflechten lässt sich durch einen Fund beim Tassili n'Ajjer schon für das 4. Jahrtausend v. Chr. in Afrika nachweisen; bis heute gilt die traditionelle Flechtkunst der Yoruba zu den anspruchsvollsten Frisiertechniken der Welt. Matten und Teppiche, die aus langen Gewebestreifen geflochten waren, sind in fast allen Weltregionen spätestens im ersten vorchristlichen Jahrtausend nachweisbar.

## Ornamentik
Im Alten Ägypten, in der Wari- und Chavin-Kultur sowie in frühen japanischen Kulturen wurden Geflechte, vor allem Flachgeflechte, nicht nur zu funktionalen, sondern auch zu dekorativen Zwecken verwendet. Darauf lassen auch Keramiken aus dem 4. Jahrtausend v. Chr. schließen, in denen Abdrücke geflochtener Bänder gefunden wurden. Bereits in der Antike, vor allem aber im Mittelalter wurden Flechtornamente in Mosaik oder Stein nachgeahmt.
Nachdem Flechten jahrtausendelang Handarbeit war, wurde im Jahr 1748 das erste Patent für eine Flechtmaschine im englischen Manchester ausgestellt. Im deutschen Barmen entstand 1767 die erste Flechtmaschine aus Eisen.